# Houzee
Houzee, hou zee of hoezee is een kreet in het Nederlands, meestal gebruikt als uitroep van vreugde.

## Betekenis
Het woord is soms uitgelegd als 'hou zee', met de betekenis: blijf op de juiste koers.
Volgens anderen is het een woord zonder betekenis, met variaties als 'hoezee' en het tegenwoordig gebruikelijke 'hoera'.
De gedachte dat 'hoezee' een verbastering zou zijn van 'hou zee', wat zeelieden elkaar toeriepen onder moeilijke omstandigheden werd al in de Verhandeling op d'onacht der moederlyke tael in de Nederlanden uit 1788 gesuggereerd, hoewel dit tegenwoordig als onjuist wordt gezien.
De roep vindt waarschijnlijk zijn echte oorsprong in de verbastering van het Engelse 'hussa' of 'huzza', een zeemanskreet die vermoedelijk hetzelfde betekent als 'hissa!' ('hijsen!'). Het prominente woordenboek van Franck en Van Wijk schreef in 1912 al over houzee: "Wsch. een vervorming van eng. 'huzza', 'huzzay'. Dat de alleroudste vorm de ndl. imperatief 'hou zee' zou zijn, is niet aannemelijk."

## Nederland

### Marine
In de 19de eeuw werd de kreet vaak gebruikt in verband met de Nederlandse Koninklijke Marine. Onder andere in het lied geschreven aan het eind van de 19de eeuw door A.L. De Rop over de beroemde admiraal Michiel de Ruyter, die zelf vaak geassocieerd wordt met het eerst gebruiken van de roep, leest het:
Daar staat Hollands admiraal

Nu een man van vuur en staal

De schrik der zee.

't Is een Ruiter naar den aard

Glorierijk zit hij te paard!

Hoezee, hoezee, hoezee, hoezee!

### Kinderlied
Hoû zee, hoû zee, hoû moedig zee is een kinderlied van J.P.Heije en M.A. Brandts Buys dat onder andere bekend is uit de bekende bundel Kun je nog zingen, zing dan mee. Het werd in de uitgave van 1941 "om begrijpelijke redenen" geschrapt, zie NSB, en in 1981 opnieuw opgenomen.

### Vrijmetselaars
De kreet 'hoezee!' is ook terug te vinden in vrijmetselaarsrituelen uit de eerste helft van de 19de eeuw, bijvoorbeeld het zogenaamde 'Rituaal voor de Graad van Uitverkorene der Vijftien'. In het gedeelte genaamd 'Opening' leest het:
Op voorbeeld van de Meester maken allen het Teken,
 
klappen in de hand

en roepen drie maal 'Hoezee!'

### NSB

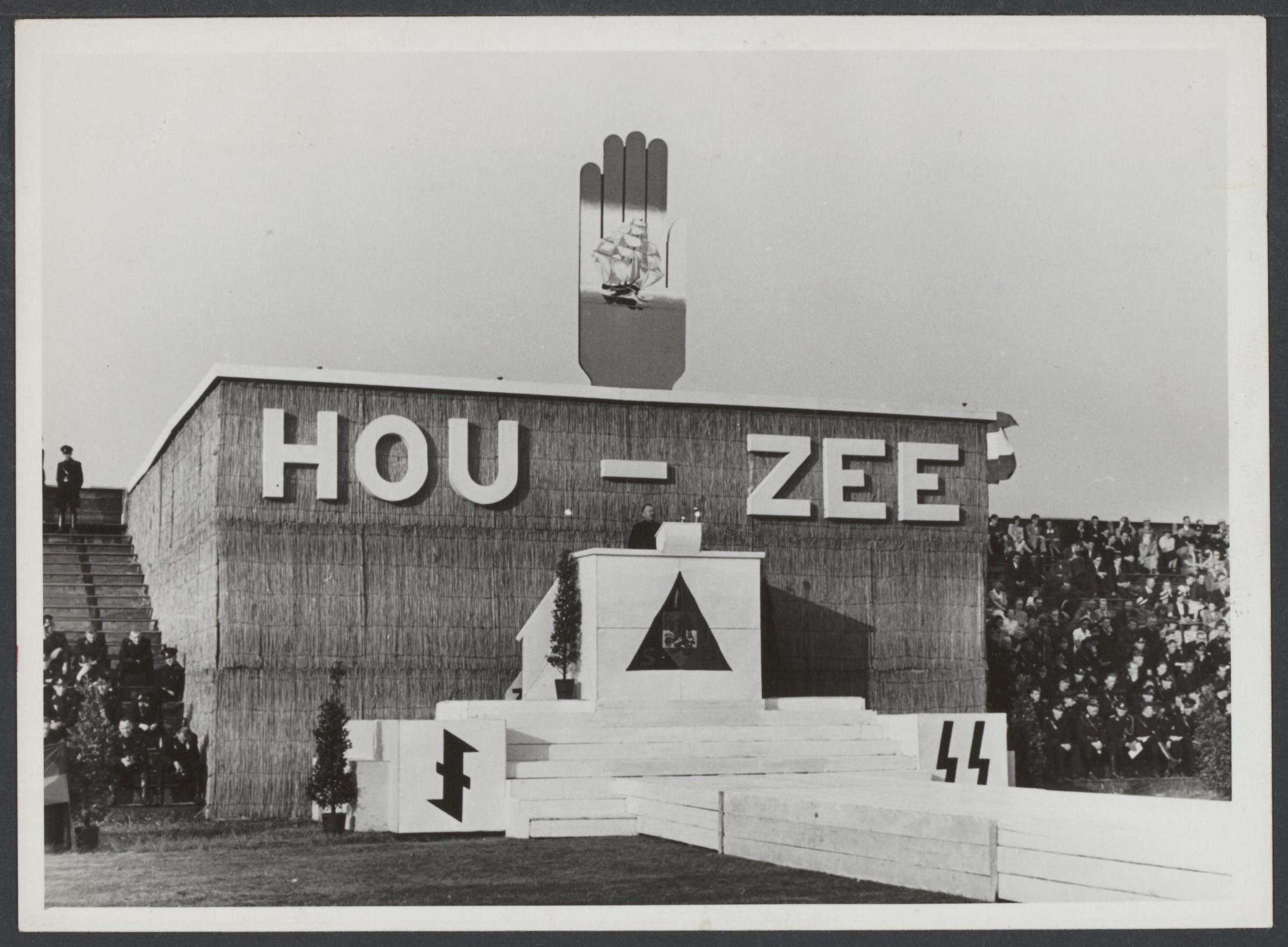
HouZee (Den Haag 1941)

'Hou zee!' was de groetformule die tussen 1933 en 1945 gebruikelijk was binnen de Nationaal-Socialistische Beweging (NSB).
Volgens de binnen de toenmalige NSB geaccepteerde overlevering werd de groet voor het eerst gebruikt door Cees van Geelkerken aan het einde van een toespraak op 27 mei 1933 te IJmuiden. De geschiedschrijving der NSB zegt hierover:
In een vergadering te IJmuiden besluit van Geelkerken zijn toespraak met gestrekten arm en roept de stampvolle zaal toe: Hou Zee! De IJmuidenaren, die door het wonen aan de zee den band met de roemrijke historie hebben bewaard, begrijpen direct de bedoeling. Den groet van De Ruyter en Tromp kennen zij natuurlijk nog, en als één man veert de zaal recht overeind en beantwoordt den spreker eveneens met 'Hou Zee!' In korten tijd gaat het 'Hou Zee!' door alle kringen en groepen der Beweging.
Binnen de NSB ontstond door de jaren heen een eigen cultus rondom de groetformule, die aangaf dat men grote waarde eraan hechtte, ook al omdat men van mening was dat het (her)introduceren van deze als samenbindend beoogde groet als een typerend succes van de NSB beschouwd mocht worden. In de oorlogsjaren werd 'Hou Zee!' de groet waarmee de eigen identiteit werd gehandhaafd - in het bijzonder tegenover de Nederlandsche SS, die zich meer en meer conformeerde aan de gebruiken van de Duitse bezetter. Zo werd ook iets triviaals als de dagelijkse groet een strijdpunt waarin de tweespalt tussen NSB en Nederlandsche SS tot uiting kwam.
De trots die men voelde voor de eigen groet blijkt ook uit de volgende passage:
Het zeggen van den groet moet onze geestdrift vertolken. Hoe vaak hooren we niet de twee woorden op één toon en als één woord uitspreken; vlak en effen, zonder eenigen overtuigden klank. Zoo moet het niet! Onze groet moet krachtig gezegd worden, zonder te schreeuwen. Het 'Hou' iets lager en rustiger van toon, dan het 'zee', dat iets meer nadruk mag hebben. Zóó wordt ons mooie 'Hou Zee!' tot een fieren klank, die onze nog steeds slapende Volksgenooten telkens weer wakker zal schudden, totdat hun oogen blijvend zijn opengegaan.

### Hedendaags gebruik
Koningin Wilhelmina gebruikte de kreet vaak als een retorisch element in haar toespraken aan het Nederlandse volk. Ook bij de Koninklijke Marine wordt de uitroep soms nog gebruikt.
Betreffende de troonrede van Koningin Beatrix merkten medewerkers van het Genootschap Onze Taal dan ook weer op dat de aanwezigen geen 'hoera!' maar 'hoezee!' moeten roepen. Volgens hen was 'Hoera!' ongepast omdat het van origine een Duits woord is, en dat zou terugroepen naar de Duitse bezetting tijdens de Tweede Wereldoorlog. 'Hoera' is inderdaad ontleend aan het Duits; het is een vernederlandsing van 'hurra', een Pruisische soldatenkreet. 'Hoezee' werd dus door het Genootschap gezien als het nodige alternatief omdat het, ondanks eventuele connotaties, wel volledig van Nederlandse etymologie zou zijn. Dat is echter (zoals gezien) eigenlijk ook niet het geval.

## Vlaanderen

### Geschiedenis
'Hoezee!' of 'houzee!' werd in Vlaanderen sinds de romantische periode gebruikt als een groet binnen de Vlaamse Beweging. Albrecht Rodenbach schreef de kreet bijvoorbeeld neer op 25 september 1875 in zijn gedicht 'De Blauwvoet', later op muziek gezet door Emiel Hullebroeck in de volgende strofe:
Ei! het lied der Vlaamse zonen,

met zijn wilde noordertonen,

met het oude Vlaams Hoezee.

Vliegt de blauwvoet? Storm op zee!
De Blauwvoet was oorspronkelijk het strijdlied van de 19e-eeuwse studentenbeweging Blauwvoeterij. Rodenbach zelf had zijn inspiratie voor de tekst van dit lied bij de roman de Kerels van Vlaanderen van Hendrik Conscience gehaald. Daaruit werd ook de strijdkreet Vliegt de Blauwvoet? Storm op zee! ontleend.

### Hedendaags Gebruik
In tegenstelling tot Nederland wordt in Vlaanderen 'houzee' of 'hoezee' bijna uitsluitend nog in een politieke context, meer specifiek door de Vlaamse Beweging, gebruikt. De roep is er vooral gekend door het bovenstaande lied van Albrecht Rodenbach dat werd gebruikt als strijdlied tijdens de periode van acute communautaire problemen en de zogenaamde 'Groote Stooringe'.